# Hadena abikonis
Hadena abikonis là một loài bướm đêm trong họ Noctuidae.